# Salicornia maritima
Salicornia maritima är en amarantväxtart som beskrevs av S. L. Wolff och Jefferies. Salicornia maritima ingår i släktet glasörter, och familjen amarantväxter. Inga underarter finns listade i Catalogue of Life.